# Аматль

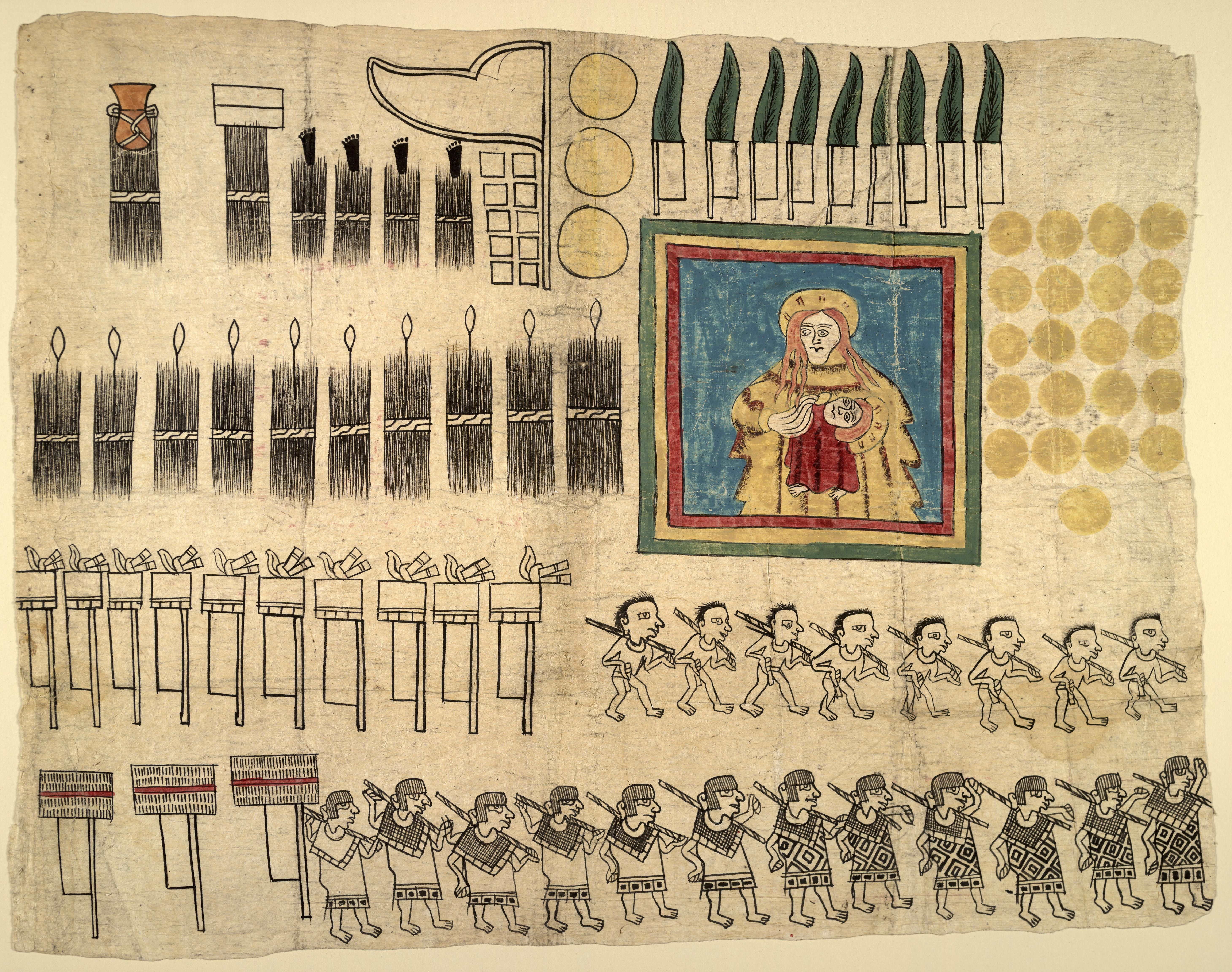
Кодекс Уешоцинко (отрывок) с изображением Богородицы с младенцем и символическим изображением уплаченных налогов.

Аматль (аст. āmatl) — ацтекская бумага, изготовленная из природных материалов: нижнего слоя коры некоторых деревьев, основными из которых являются амате. Измельченную кору дерева долго мацерировали в смеси извести и золы, полученную массу сдавливали между планками и затем сушили на солнце.
Широко применялся для передачи информации в ацтекской империи. Долгое время испанцы преследовали производителей аматля. Только в XX веке в Мексике началось восстановление традиции изготовления ацтекской бумаги.

## История
Традиция создания аматля известна со времён существования ольмекской цивилизации. Дальнейшее развитие этого типа бумаги развивалось во времена цивилизации Теотиуакана, государства тольтеков. Наибольшее распространение использования аматля произошло за время Ацтекской империи.
После испанского завоевания крупнейшие центры производства аматля были уничтожены. Его заменили на европейский бумагу. Использование ацтекской бумаги сохранилось лишь у некоторых племен центральной Мексики. С XVII до 1880-х годов испанцы, затем мексиканские чиновники преследовали использования аматля.
В 1880 году исследователь Филипп Валентине привлек внимание к аматлю своей статье «Мексиканская бумага» в «Трудах американского антикварного общества». Но только благодаря Фредерику Старру, который в 1900 году посетил отоми, европейцы узнали о процессе изготовления аматля.
До 1950-х годов аматль изготавливали только отоми. В 1960-х годах, аматль был выбран для художественных изделий племени науа из бассейна реки Бальзас (штат Герреро), который для своих нужд закупался исключительно отоми. Красочные картины, ставшие известными под именем Амати, стали очень популярными на западном побережье Мексики среди туристов.
Сегодня аматль изготавливают отоми, а также в городах Чуконтепеки и Сан-Паблито, селах штатов Пуэбла, Идальго и Веракрус.

## Кодексы майя
Карты, подготовленные таким образом, часто склеивались в более сложенные кодексы. Все четыре кодекса майя, сохранившиеся до наших дней, написаны на бумаге Амате, сделанной из фикуса или шелковицы.
Создание книг-бумаг для майя хорошо засвидетельствовано уже в классический период (200—600 гг. н. э.), как в художественных представлениях (фрески, украшенные блюда), так и в эпиграфике (ссылки на книги — ху’н в классическом языке майя означает бумагу или книгу). ; упоминание писцов — тзиб), а также в археологических находках (инструменты для дробления коры для мякоти, украшенные каменные и деревянные контейнеры для кодов, а также резиденции писцов), Эти книги были богато украшены, они были защищены деревянными обложками, обтянутыми кожей ягуара, из иконографии мы также знаем, что к ним относились как к драгоценным предметам огромной материальной и религиозной ценности. Однако до сегодняшнего дня сохранились только четыре кодекса майя, все они из постклассического периода (1000—1519 гг. н. э.): Дрезден, Мадрид, Париж и Гролье. Кроме того, было найдено несколько фрагментов, например, найденных в могилах. Коды крайне редки не только из-за влажного и жаркого климата Юкатана и Петена, но также и потому, что испанцы признавали книги майя кощунственными и регулярно сжигали их в период после завоевания земель майя.